# Diego Sangran
Diego Sangran fue un militar español que vivió en el siglo XVIII.
Este fenómeno de intrepidez se halla en la defensa de Tortona en 1706. El gobernador que era español sostuvo valientemente el asalto y murió en la brecha del cuerpo de plaza ( palabras de Jean Charles de Folard (1669-1752), táctico y erudito militar, autor de Histoire de Polybe:...., Ámsterdam, 7 vols; Nouvelles descouvertes sur la guerre; sobre Folard Le chevalier de Folard: la stratégie de l'incertitude, autor: Jean Chagniot, Monaco, Ed. Rocher, 1997)

## Biografía
Diego fue artillero-minador, capitán de minador del primer batallón y coronel del Real Cuerpo de Artillería de España.
Diego empezó su carrera militar en 1704 y después de Pedro Navarro es el que más sobresalió en el arte de minar, practicándolo con éxito en varios sitios de plazas.
Su éxito más célebre fue en Orán, llamado por sus soldados el libertador de Orán, donde solo defendiéndose voló con una contramina al enemigo, que minaba el castillo de Santa Cruz, y en la batalla del Campo Santo con cuatro cañónes de montaña, sitio de Tortona con trabajo de mina donde fue hecho prisionero en la defensa de dicha plaza, sitio del castillo del Casal Monferrato, Placencia con seis piezas de batir, otra vez defensa de Tortona y en el castillo de Milán, donde sin ser sitiado hizo 29 toesas de mina.

## Obra
- Escribió para la instrucción de su compañía un tratado práctico de minas que no llegó a publicarse.
- La práctica de don Diego Sangran en este ramo debió ilustrar mucho a Raymundo Sanz, mariscal de campo de los ejércitos españoles y coronel del Real Cuerpo de Artillería en el reinado de Carlos III de España:
  - Hallándose en Cádiz de Comandante del 2.º batallón y comisario provincial de artillería, tuvo Raymundo Sanz orden del rey para escribir un tratado teórico-práctico para mostrarlo en el curso matemático de las Reales Academias establecidas en Cádiz y Barcelona: Principios militares, en que se explican las operaciones de la guerra subterránea o el modo de dirigir, fabricar y usar las minas y las contraminas, en el ataque y defensa de plazas, 1776, tomo en 4.º, con muchas láminas, donde hay todos los datos que le había sugerido su larga experiencia militar y la lectura de las obras más acreditadas en el ramo, y prefirió para su enseñanza la explicación de los trabajos manuales y sucesivos que debían ejecutarse al construir minas y contraminas que el prurito de reducirlo todo a puras abstracciónes y cálculos ( su obra sirvió de base a la que escribió Javier Rovira relativa a la guerra subterránea en el tomo VI para la instrucción de guardiamarina)
  - Un Diccionario militar, traducido del francés, 1794, un tomo en 8.º (en algunos artículos, Raymundo Sanz escribe noticias históricas, pero todas de Francia), aprobada dicha obra por Pedro de Lucuce, teniente coronel y director de la Real Academia de matemáticas establecida en Barcelona, el cual esbribió también obras militares como las siguientes:
    - Tratado de Excavaciones y desmontes.
    - En el año de 1792 se publicaron en la imprenta real su aritmética, álgebra, geometría especulativa y secciones cónicas, todo en un tomo que era el primero del Tratado de matemáticas para la instrucción de los militares